# Prano Bailey-Bond

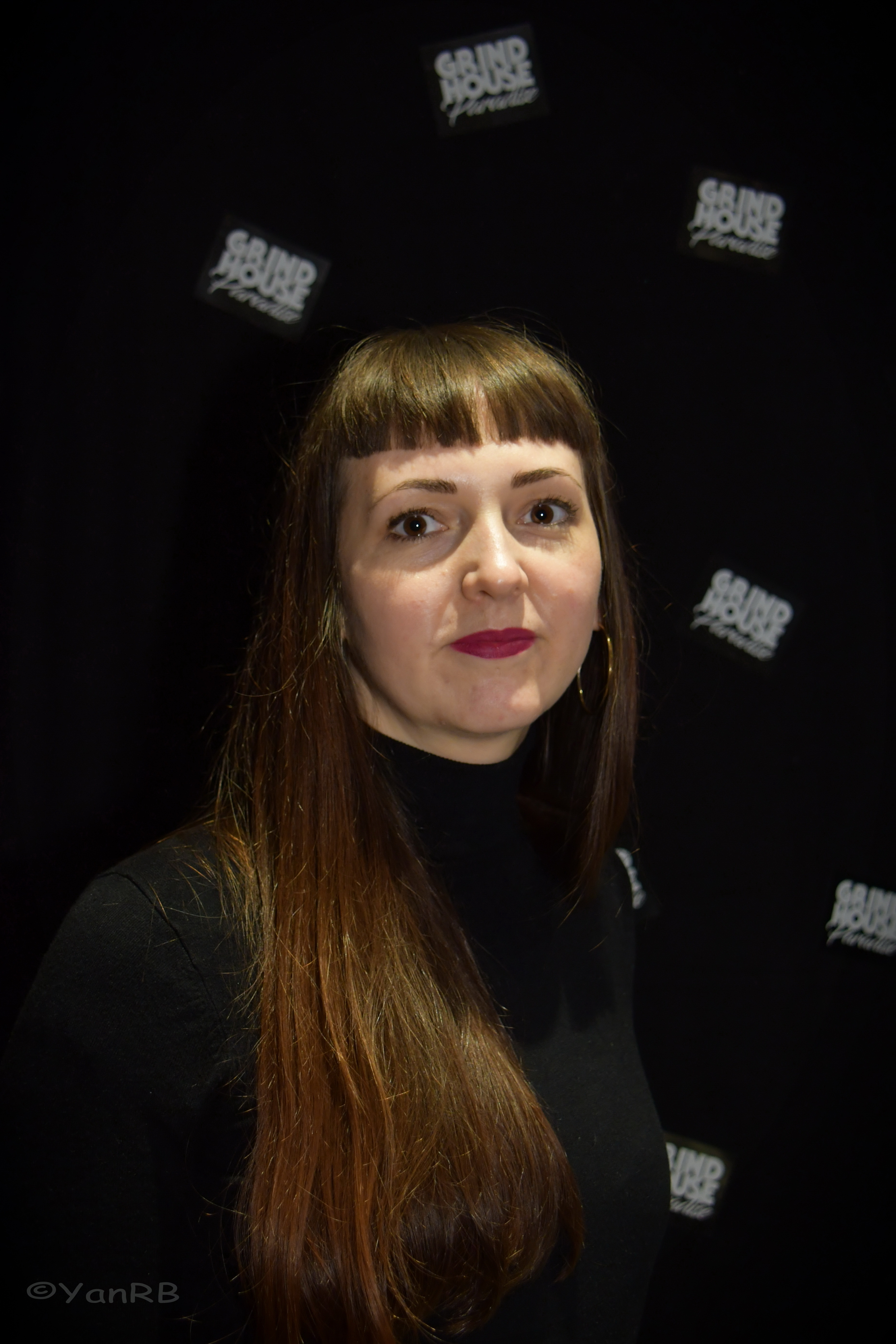
Prano Bailey-Bond (2022)

Prano Bailey-Bond (* 1982 in Aberystwyth) ist eine britische Filmregisseurin und Drehbuchautorin.

## Leben
Prano Bailey-Bond wurde in Aberystwyth geboren und wuchs auch in der Gemeinde an der Westküste von Wales auf. Nach ihrem Schulabschluss plante sie erst, Schauspielerin zu werden, entschied sich dann jedoch um und besuchte das London College of Printing, das heutige London College of Communication. Nach ihrem Abschluss begann Bailey-Bond in der Postproduktion von Filmen und arbeitete schließlich als Regisseurin für Musikvideos und einige Kurzfilme.
In ihrem ersten Spielfilm Censor, bei dem sie Regie führte und das Drehbuch schrieb, arbeitet eine junge Frau, gespielt von Niamh Algar, für die nationale Zensurbehörde in Großbritannien. Bei der Sichtung eines Horrorfilms glaubt sie, ihre verschollene Schwester zu erkennen. Die erste Vorstellung des Films erfolgte Ende Januar 2021 beim Sundance Film Festival.
Von Screen International wurde Bailey-Bond zu einem der „Stars of Tomorrow“ des Jahres 2018 und von Variety zu einem von „10 Directors to Watch“ des Jahres 2021 bestimmt. Ein Jahr später wurde sie in die Wettbewerbsjury des 75. Filmfestivals von Locarno berufen.
Bailey-Bond ist als Dozentin an der MetFilm School London tätig.

## Filmografie (Auswahl)
- 2012: Man vs Sand (Kurzfilm)
- 2013: The Trip (Kurzfilm)
- 2015: Nasty (Kurzfilm)
- 2021: Censor

## Auszeichnungen (Auswahl)
British Independent Film Award
- 2021: Nominierung für das Beste Regiedebüt (Censor)
- 2021: Nominierung für das Beste Drehbuchdebüt (Censor)

London Critics’ Circle Film Award
- 2021: Nominierung für die Beste britische Nachwuchsregie (Censor)[8]

London Short Film Festival
- 2016: Nominierung als Beste Regisseurin (Nasty)

Palm Springs International Film Festival
- 2021: Aufnahme in die Liste „10 Directors to Watch“ (Censor)[9]